# Пранайтис, Иустин
Иусти́н (Юстин) Бонавенту́ра Прана́йтис (лит. Justinas Bonaventūra Pranaitis, 27 июля 1861, Паненупяй, Сувалкская губерния — 28 января 1917, Петроград) — российский религиозный деятель литовского происхождения, католический священник (был извергнут из сана), автор антисемитских сочинений.

## Биография
Сын крестьянина. Окончил начальную школу в Грискабудисе и Мариямпольскую гимназию, после чего в 1878 году поступил в духовную семинарию в Сейнах. В 1883 году поступил в Императорскую римско-католическую духовную академию в Санкт-Петербурге. С 1887 года — магистр теологии, годом ранее стал священником. После окончания духовной академии был назначен в ней префектом и преподавателем древнееврейского языка. Приобрёл известность после публикации антисемитской книги «Christianus in Talmude Iudaeorum sive Rabbinicae doctrinae de Christianis secreta» (с лат. — «Христианин в Талмуде еврейском, или Тайны раввинского учения о христианах») — текста его магистерской диссертации, изданной в 1892 году в Санкт-Петербурге и переведённой на целый ряд европейских языков. В этом сочинении обосновывается мысль, что иудаизм учит ненависти к христианам и вообще всем неевреям, а также что он предполагает ритуальные убийства (см. Кровавый навет на евреев). Хотя Пранайтис и был учеником виднейшего гебраиста и семитолога той эпохи Д. А. Хвольсона, его сочинения рассматривались специалистами как дилетантские и псевдонаучные.
В 1894 году Пранайтиса осудили по обвинению в шантаже (он потребовал в багетной мастерской 1000 рублей в компенсацию за испорченную дешёвую картину, которую выдал за картину кисти Бартоломе Мурильо). На некоторое время он был сослан в Тверь, а в 1902 году направлен в Ташкент По его инициативе были построены католические церкви в Ташкенте, Бухаре, Самарканде, Ашхабаде. Его активная миссионерская деятельность, выразившаяся, в частности, в «совращении в католичество» нескольких чинов Туркестанского гарнизона, вызвала оживлённую полицейскую переписку о нём.

В сентябре-октябре 1913 года Пранайтис был экспертом обвинения на судебном процессе по делу Бейлиса — еврея, обвинявшегося в ритуальном убийстве христианского мальчика, однако на допросе продемонстрировал полную некомпетентность, не сумев ответить на ряд вопросов защиты, касающихся Талмуда. Полицейский чиновник В. А. Дьяченко, анализировавший процесс, отмечал, что:
Перекрестный допрос Пранайтиса уменьшил силу доказательности аргументации его экспертизы, обнаружив незнание текстов, недостаточное знакомство с еврейской литературой. Ввиду дилетантских знаний, ненаходчивости экспертиза Пранайтиса имеет весьма малое значение. Допрошенные сегодня профессора Троицкий и Коковцов дали заключение, исключительно благоприятное для защиты, восхваляя догматы еврейской религии, не допуская даже возможности совершения ими религиозных убийств…
 А чиновник для особых поручений при департаменте полиции П. Н. Любимов, получивший указание ежедневно наблюдать за судебным процессом и докладывать об итогах своих наблюдения в департамент полиции, писал:
ксендз Пранайтис, литовец по происхождению, поляк по образованию, житель черты еврейской оседлости и человек по душе и складу ума более русский, чем Павлов, Бехтерев, Карабчевский, Красовский и другие столь же покорные слуги евреев.
Однако «экспертиза» Пранайтиса, известная под названием «Тайна крови у Евреев», до сих пор популярна в антисемитской среде, где преподносится как полноценное научное исследование еврейских ритуальных убийств. Провал же Пранайтиса на суде, как правило, объясняется еврейскими заговорами.

## Сочинения
- Christianus in Talmude Iudaeorum sive Rabbinicae doctrinae de Christianis secreta, Petropoli [St. Petersburg] 1892.
  - Польский перевод: Chrześcijanin w Talmudzie żydowskim, czyli tajemnicza nauka rabinistyczna o chrześcijanach, St.-Peterburg 1892, [Warszawa 1937, 1982, 1995];
  - Немецкий перевод: Das Christenthum im Talmud der Juden oder Die Geheimnisse der rabbinischen Lehre über die Christen, übers. und erw. von Joseph Deckert, Wien 1894
  - Русский перевод: Христианин в Талмуде еврейском, или Тайны раввинского учения о христианах. Санкт-Петербург, 1911;
  - Французский перевод: Le Talmud démasqué
  - Литовский перевод: Krikšcionis žydu Talmude arba slaptingas rabinu mokslas apie krikšcionybe. 1912.
  - Английский перевод: The Talmud Unmasked. The Secret Rabbinical Teachings Concerning Christians, trans. and ed. by E.N. (Eugene Nelson) Sanctuary, New York 1939
  - Итальянский перевод: I segreti della dottrina rabbinica. Cristo e i cristiani nel Talmud. Edizione con testi ebraici a fronte ed una introduzione di Mario de’Bagni, Roma 1939
  - Испанский перевод: El Talmud Desenmascarado!, Lima 1981.
- Z tajemnic talmudystycznych, in: Rola, 1892;
- Jeszcze słówko pana Pranajtisa, ebd.;
- Kobieta w judaizmie, ebd. 1894;
- Ciekawa historia «spalonego obrazka», ebd.;
- W sprawie rewelacji exmasońskich, ebd. 1896;
- O Dyanie Vaughan, ebd. 1897;
- De itinere quod in Sibiriam anno 1900 fecit I.B. Pranaitis, o.O. 1900;
- Akrostichon. Explicatum studiosis academiae caesareae romano-catholicae ecclesiasticae Petropolitanae a I.B. Pranaitis, Petropolis [St. Petersburg] 1901;
- Wycieczka na Sybir Ks. J.B. Pranajtisa, o.O. 1901;
- O słuszność i sprawiedliwość, in: Rola 1912;
- Tydzień w Japonii, in: Wiadomości Kościelne [Mogilev] 1913;
- Пранайтис И. Б. «Тайна крови» у евреев. СПб.: Издание Русского народного союза имени Михаила Архангела, 1913. 39 с.